# Поділля (Чортківський район)
Поді́лля (до 1965 року — Цапівці) — село в Україні, у Товстенській селищній громаді Чортківського району Тернопільської області. Одне з найбільших у районі. До 2020 центр сільради, якій було підпорядковане село Ангелівка. До Поділля приєднано село Підсятинка та хутір Кольонія.

## Назва
До 1960 року село носило назву «Цапівці». Комуністичній владі у немилість потрапили немилозвучних назви поселень, було вилучено шляхом перейменування значної кількості назв, що належали до найархаїчніших ойконімійних моделей. В основі нової назви села «Поділля», лежить історико-географічна назва краю — Поділля.

## Географія
Розташоване на річці Джурин, на півдні району. Поблизу села — красивий каньйон річки Джурин.
У селі бере початок річка Поросячка, ліва притока Джурина. Долина — назва каньйону Джурина у Поділлі є однією з наймальовничіших у районі.

## Історія

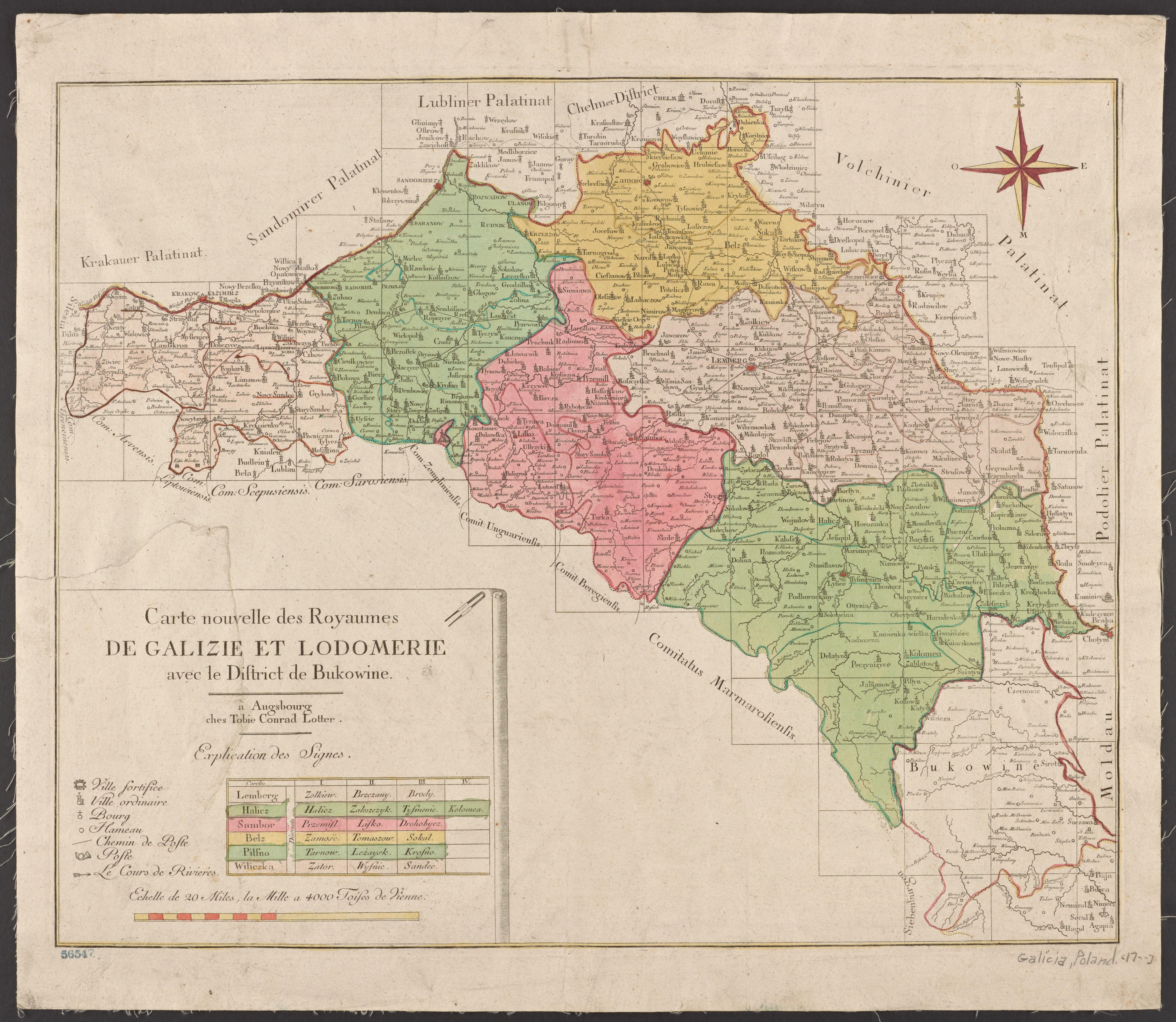
Цапівці на мапі Королівства Галичини та Володимирії у 1777—1782 роках

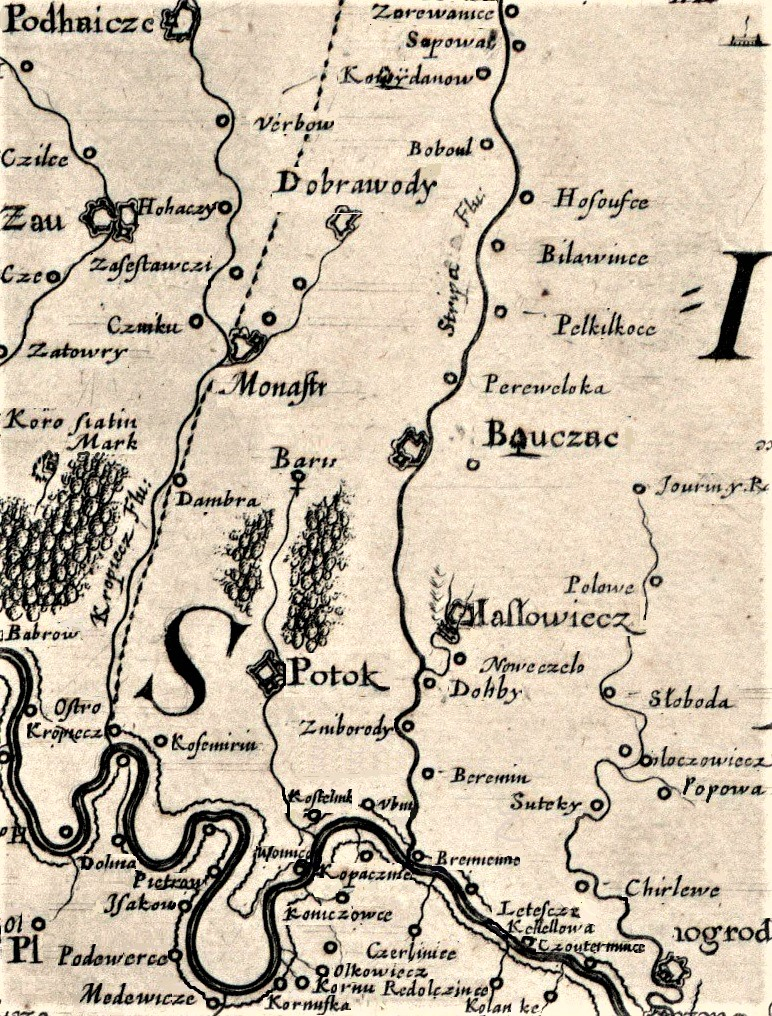
Цапівці на мапі Гійома Левассера де Боплана

Поблизу села виявлено археологічні пам'ятки ранньозалізного часу (голіградська культура) та пізнього середньовіччя.
Перша писемна згадка — 1469 року.
Діяли українські товариства «Просвіта», «Сокіл», «Луг», «Союз українок» та інші, кооператива.
З 1947 року мешканці села зазнали каральної акції операції «Захід».
З 24 серпня 1991 року село входить до складу незалежної України.
12 червня 2020 року, відповідно до розпорядження Кабінету Міністрів України № 724-р «Про визначення адміністративних центрів та затвердження територій територіальних громад Тернопільської області» увійшло до складу Товстенської селищної громади.
19 липня 2020 року, в результаті адміністративно-територіальної реформи та ліквідації Заліщицького району, увійшло до складу новоутвореного Чортківського району.

## Історичні пам'ятки

### Сакральні споруди
- Церква Покладення пояса Пресвятої Богородиці (1909, мурована).
- Церква всіх святих українського народу — колишній костел, збудований 1912 року, а 2000 року переобладнаний під церкву.
- 3 каплички.

### Меморіали, пам'ятники
- Пам'ятник Тарасові Шевченку, встановлений 1966 року. Скульптура Кобзаря виготовлена з бетону, заввишки — 3 м, постамент — 2,5 м. Рішенням виконкому Тернопільської обласної ради від 22 березня 1971 року за № 147 пам'ятник внесений до реєстру пам'яток монументального мистецтва місцевого значення Тернопільської області[5].
- Пам'ятник воїнам-односельцям, полеглим у німецько-радянській війні (1967).
- Пам'ятний хрест на честь скасування панщини.
- Символічний курган-могила Борцям за волю України (1990-ті).

## Соціальна сфера, спорт
Працюють загальноосвітня школа І—III ступенів, будинок культури, дві бібліотеки, ФАП, відділення зв'язку, дошкільний заклад, торговельні заклади, стадіон.
В селі організовано футбольний клуб «Поділля».

## Населення
Населення становить 1676 осіб на 2007 рік.

### Мова
Розподіл населення за рідною мовою за даними перепису 2001 року:
| Мова       | Кількість | Відсоток |
| ---------- | --------- | -------- |
| українська | 1726      | 99.71%   |
| російська  | 5         | 0.29%    |
| Усього     | 1731      | 100%     |

## Відомі люди

### Народилися
- Кузь Василь Йосипович — новатор сільськогосподарського виробництва, тракторист колгоспу імені Леніна Заліщицького району Тернопільської області. Депутат Верховної Ради УРСР 7-го скликання.
- Павлик Василь Остапович — український діяч, голова виконавчого комітету Івано-Франківської обласної ради народних депутатів (1990—1991 рр.), Представник Президента України в Івано-Франківській області (1992—1995 рр.). Кандидат економічних наук (1990), доцент (1993).

## Світлини

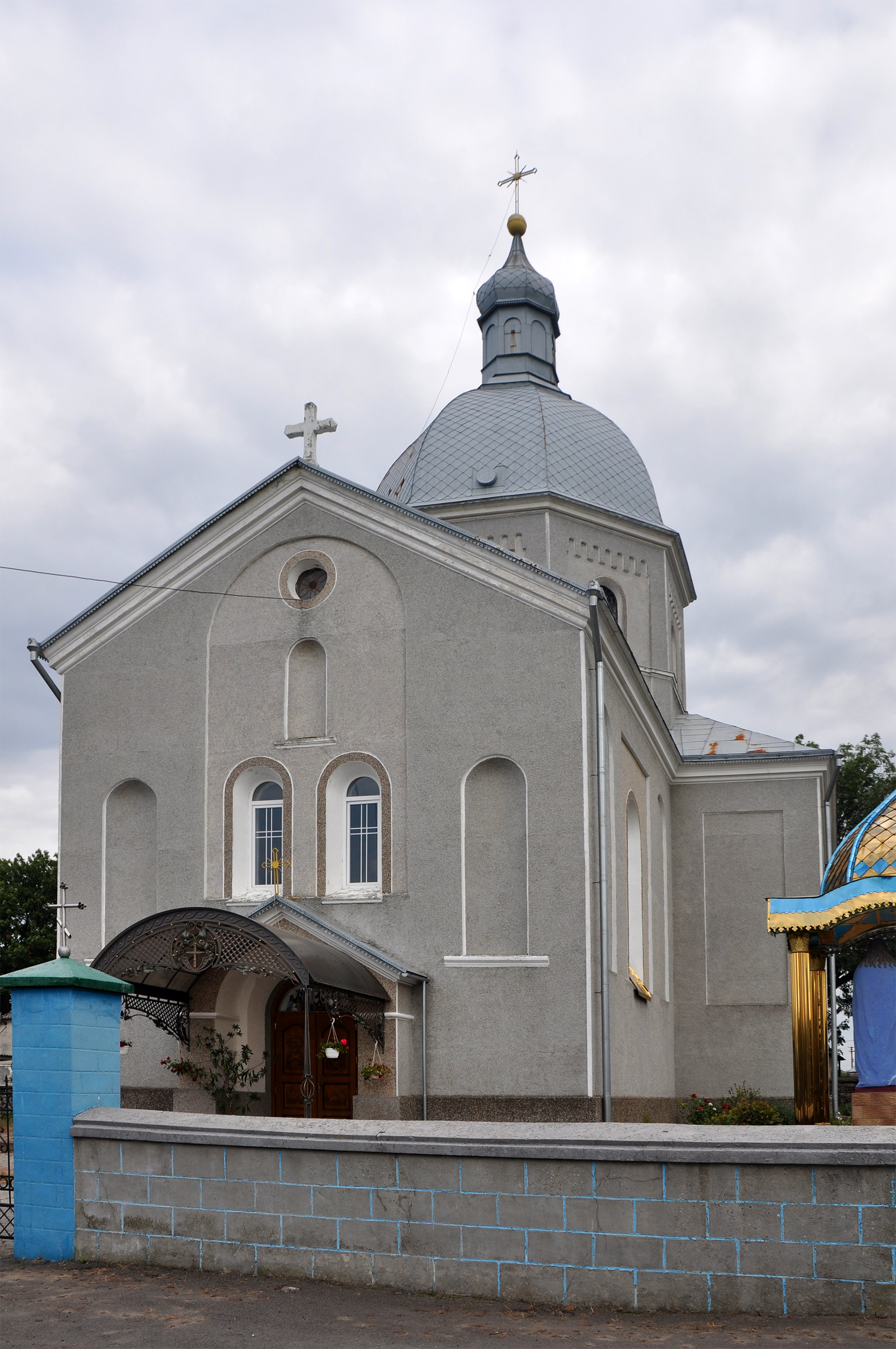
Церква
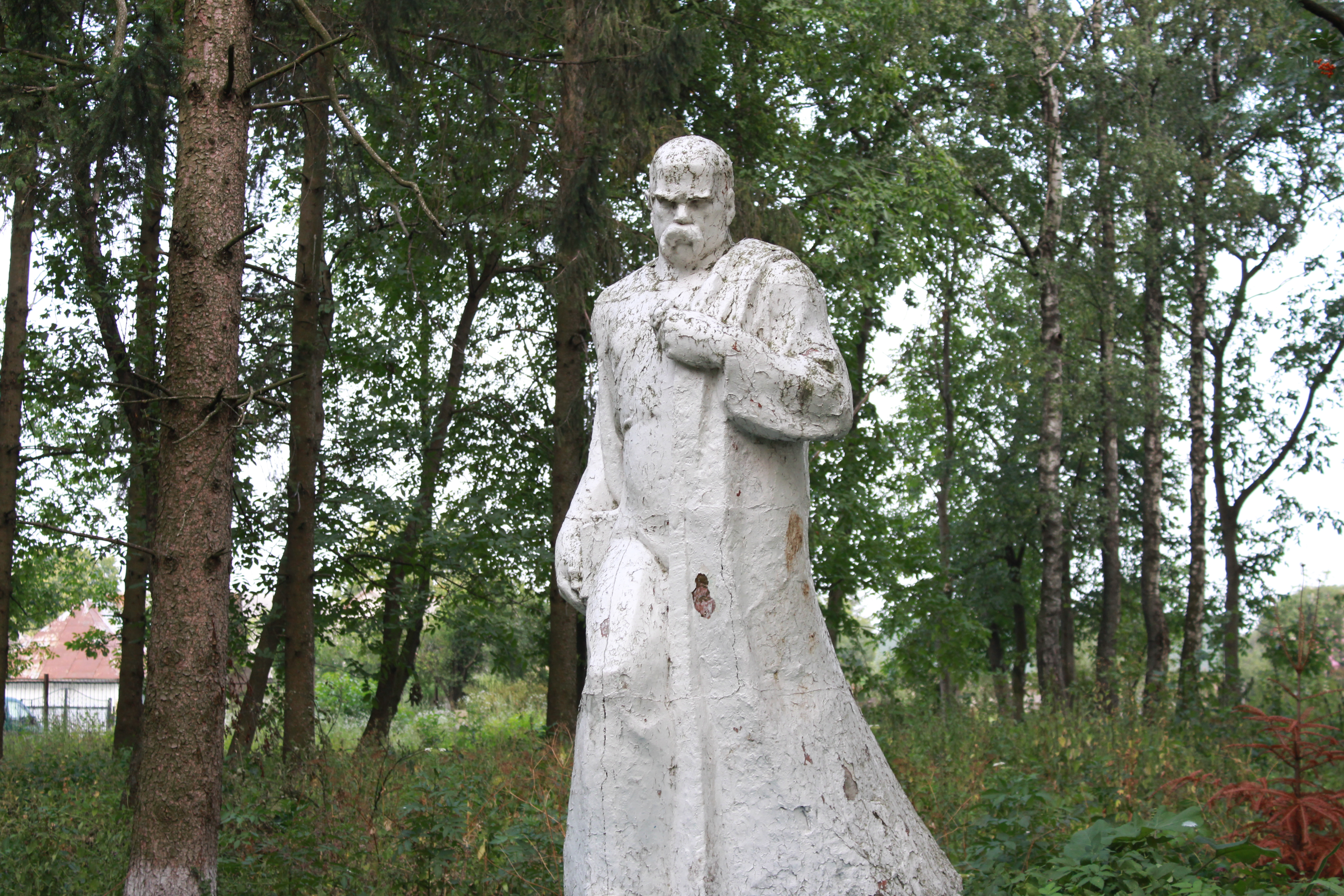
Пам'ятник Тарасові Шевченку
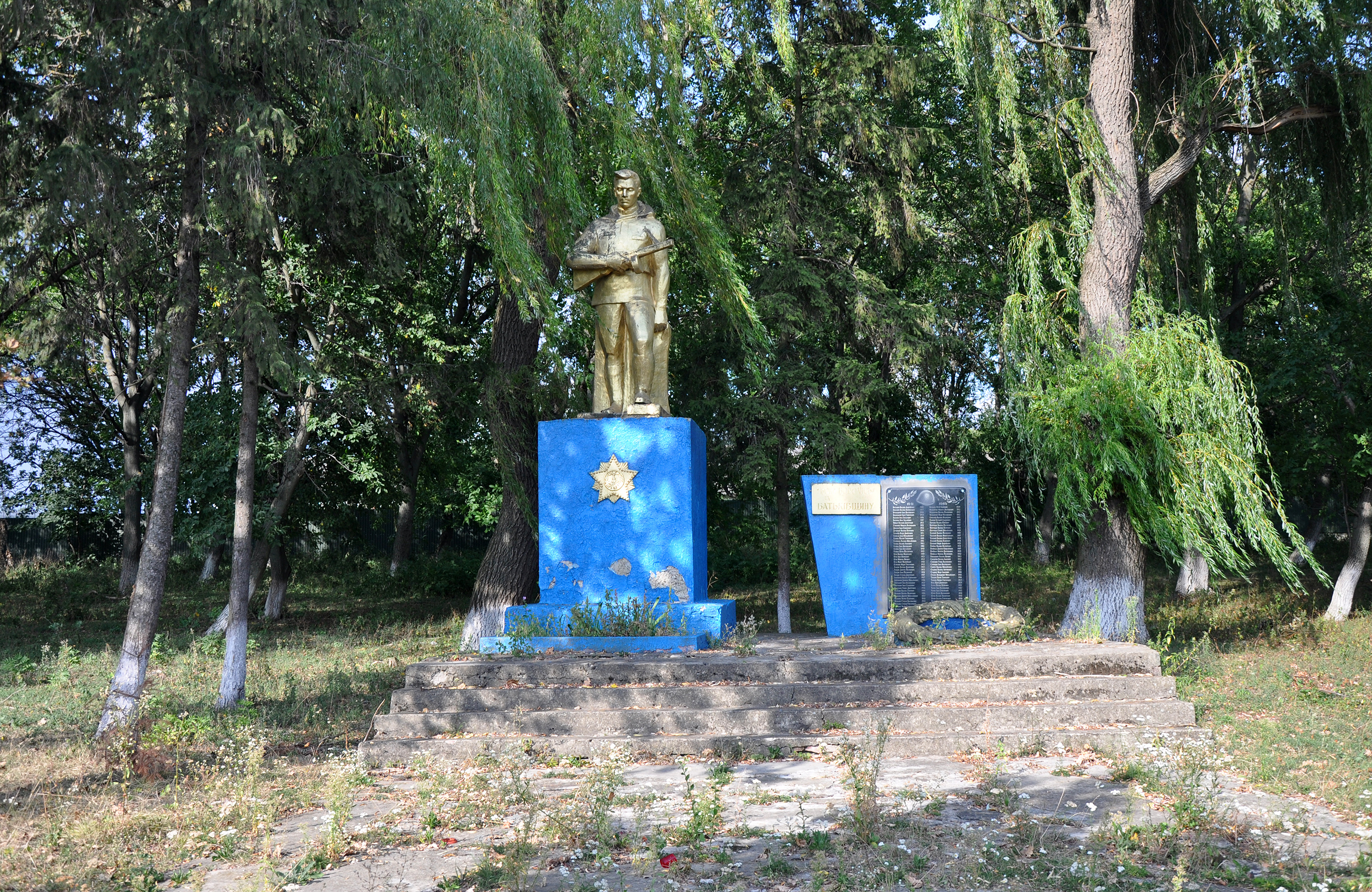
Пам'ятний знак воїнам-землякам, полеглим у другій світовій війні
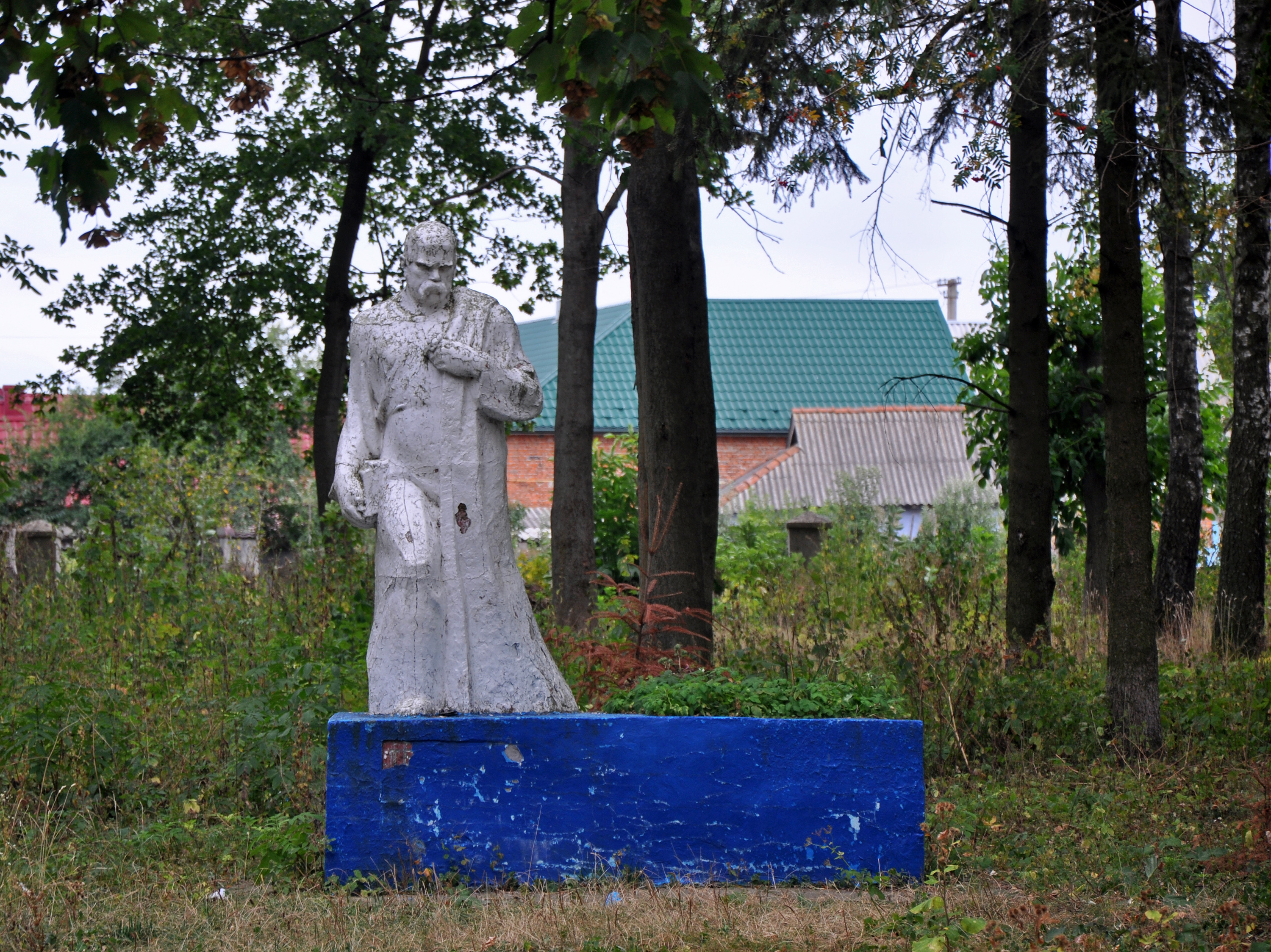
Пам'ятник Тарасові Шевченку
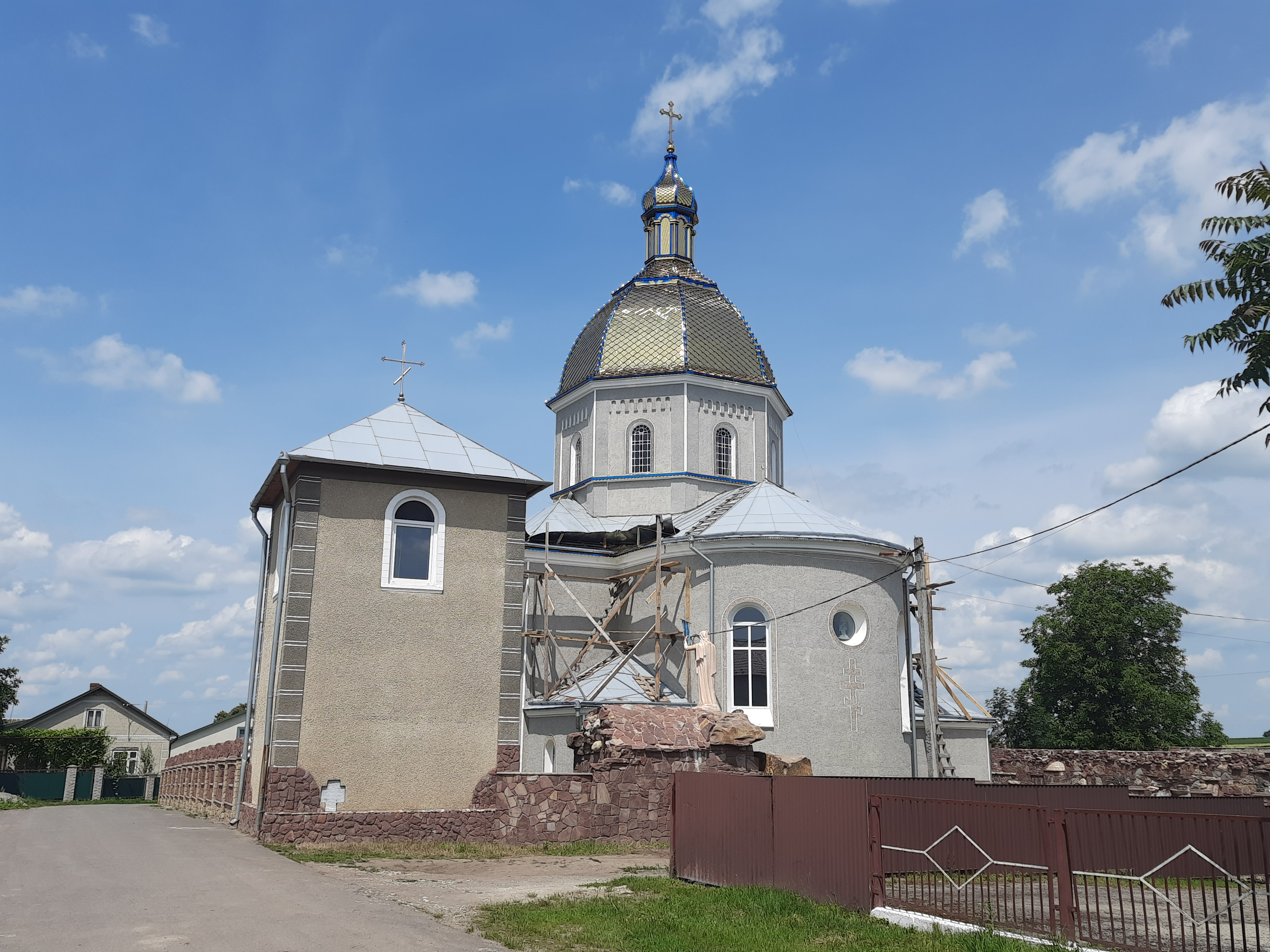
Церква Покладення Поясу Пресвятої Богородиці
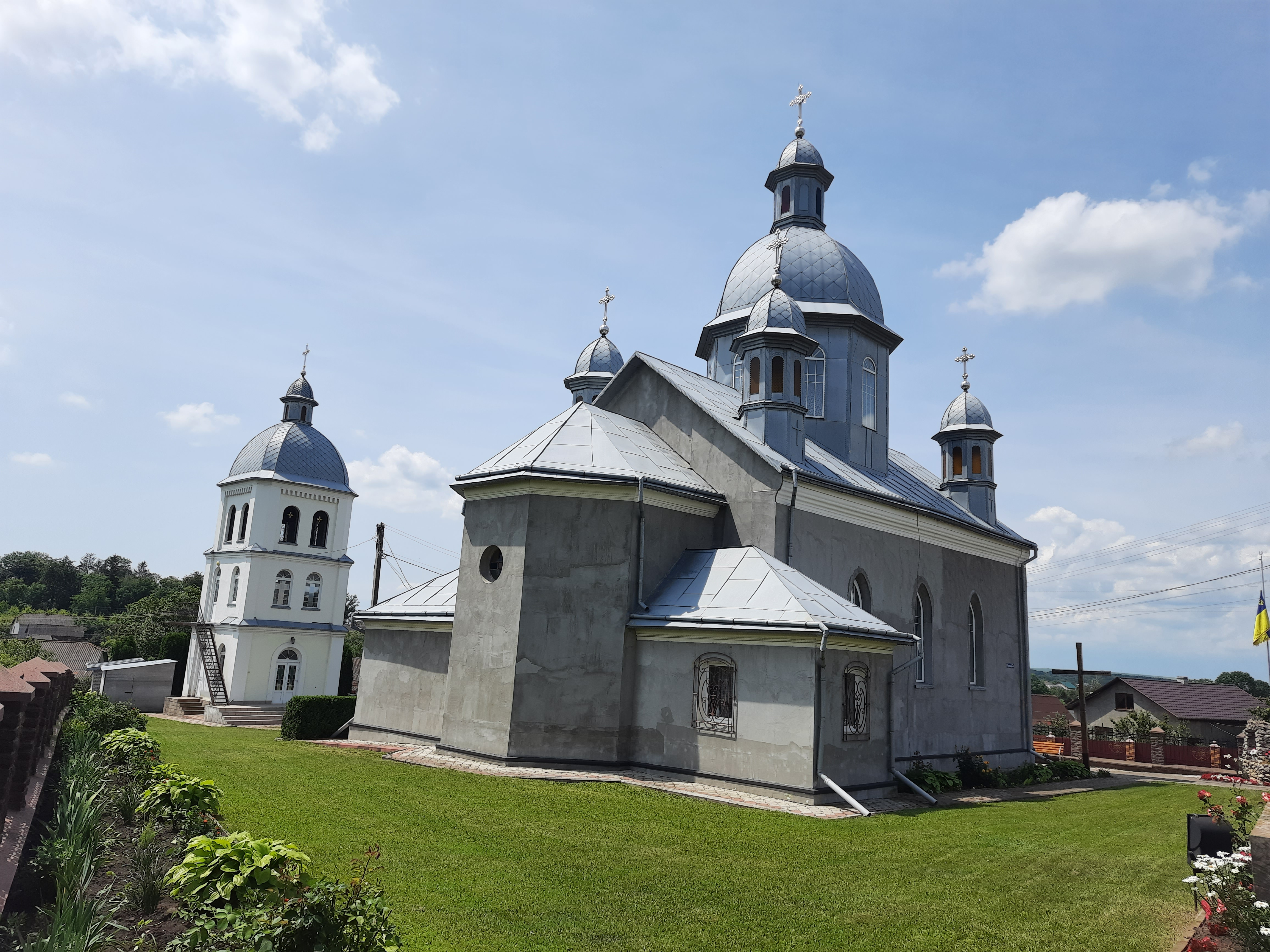
Церква Всіх святих українського народу
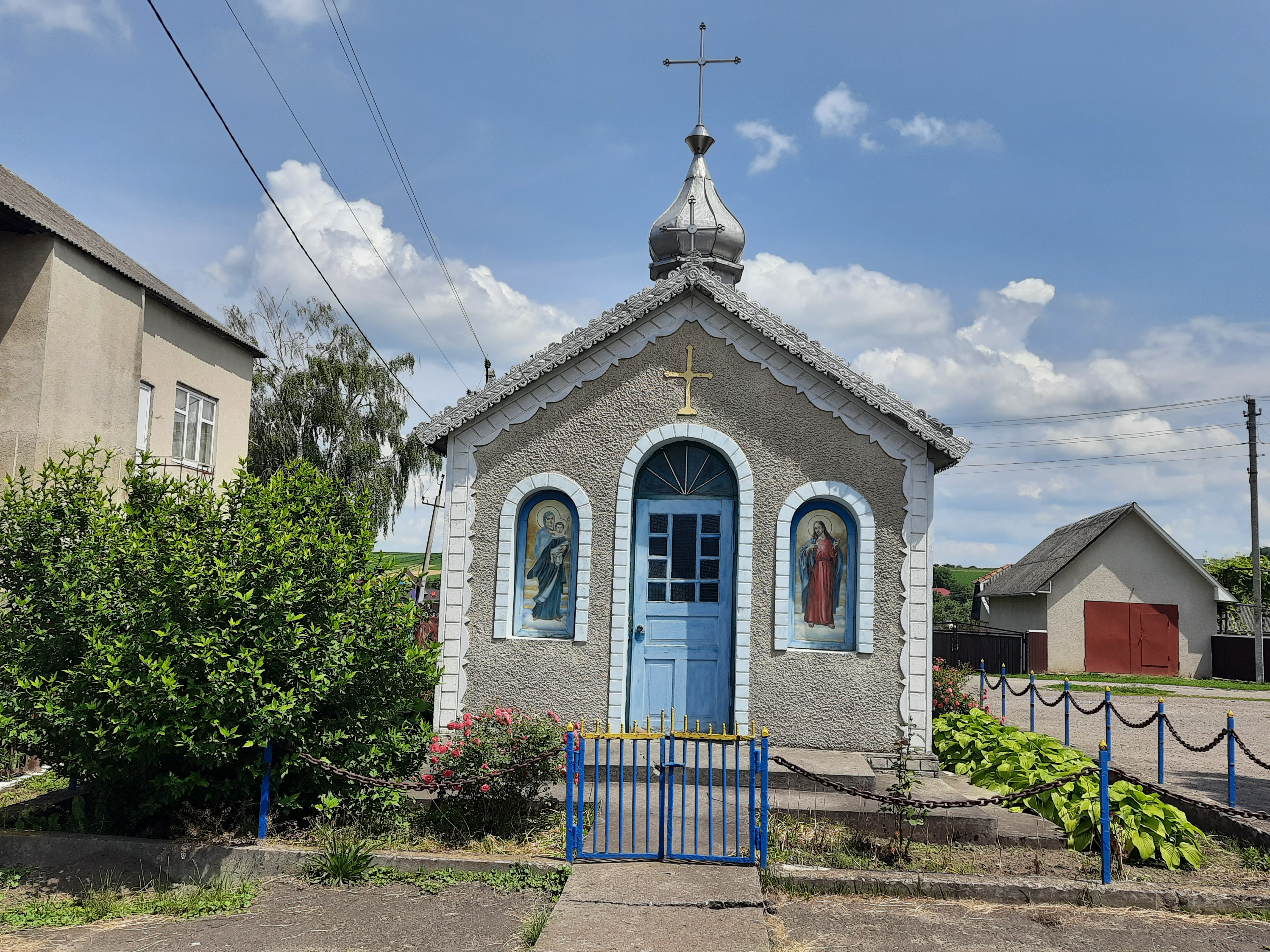
Капличка
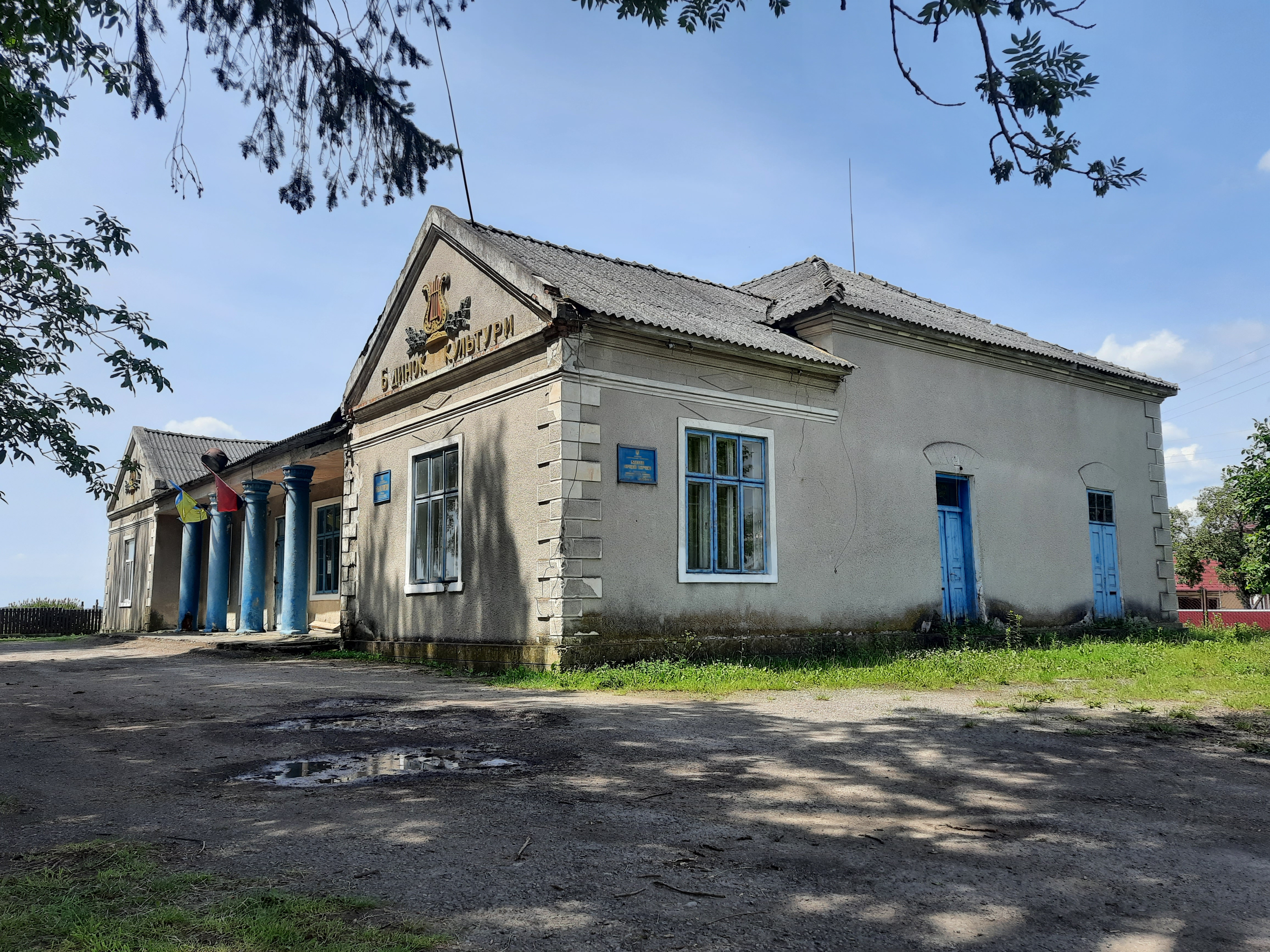
Будинок культури
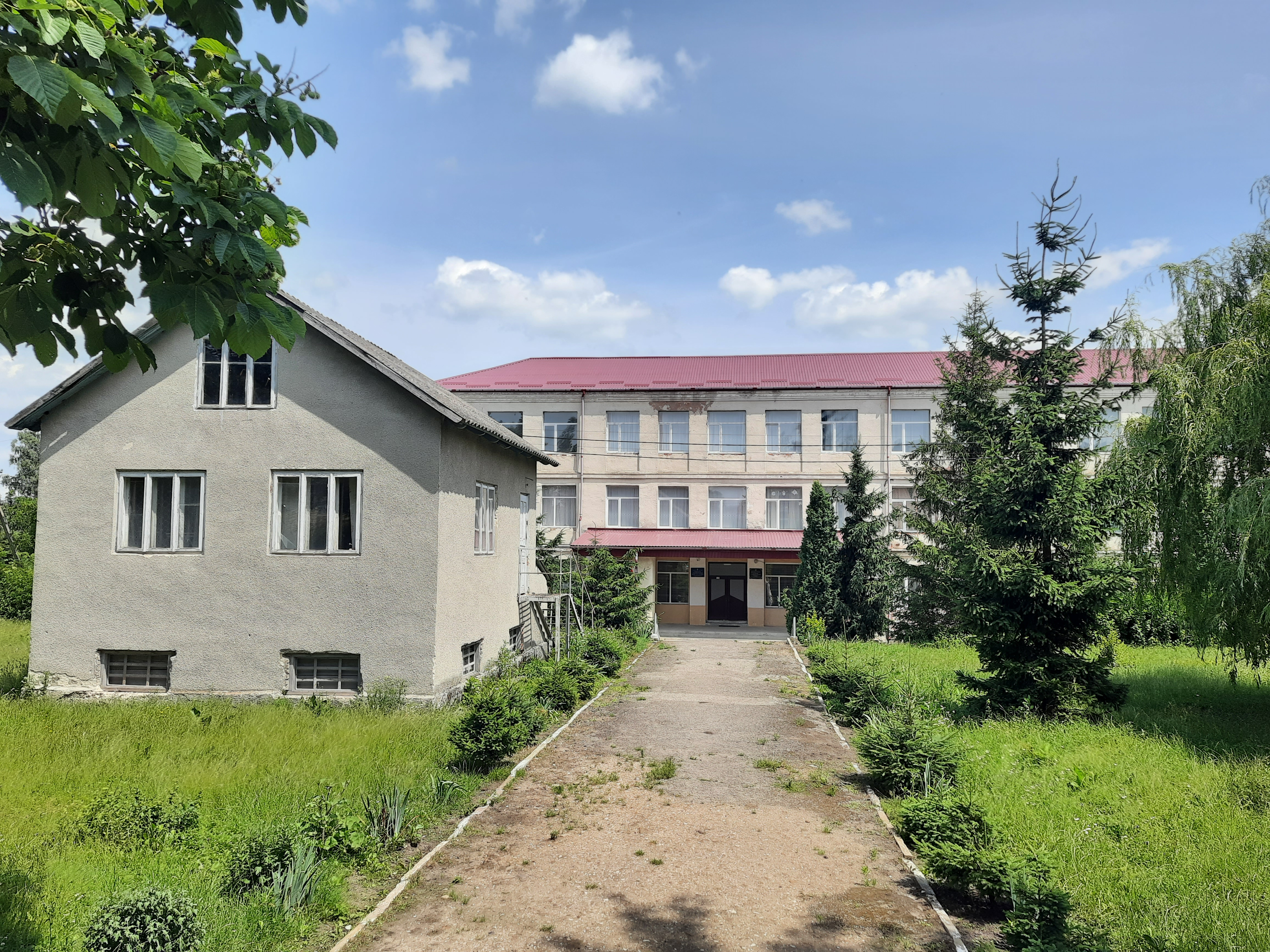
Школа
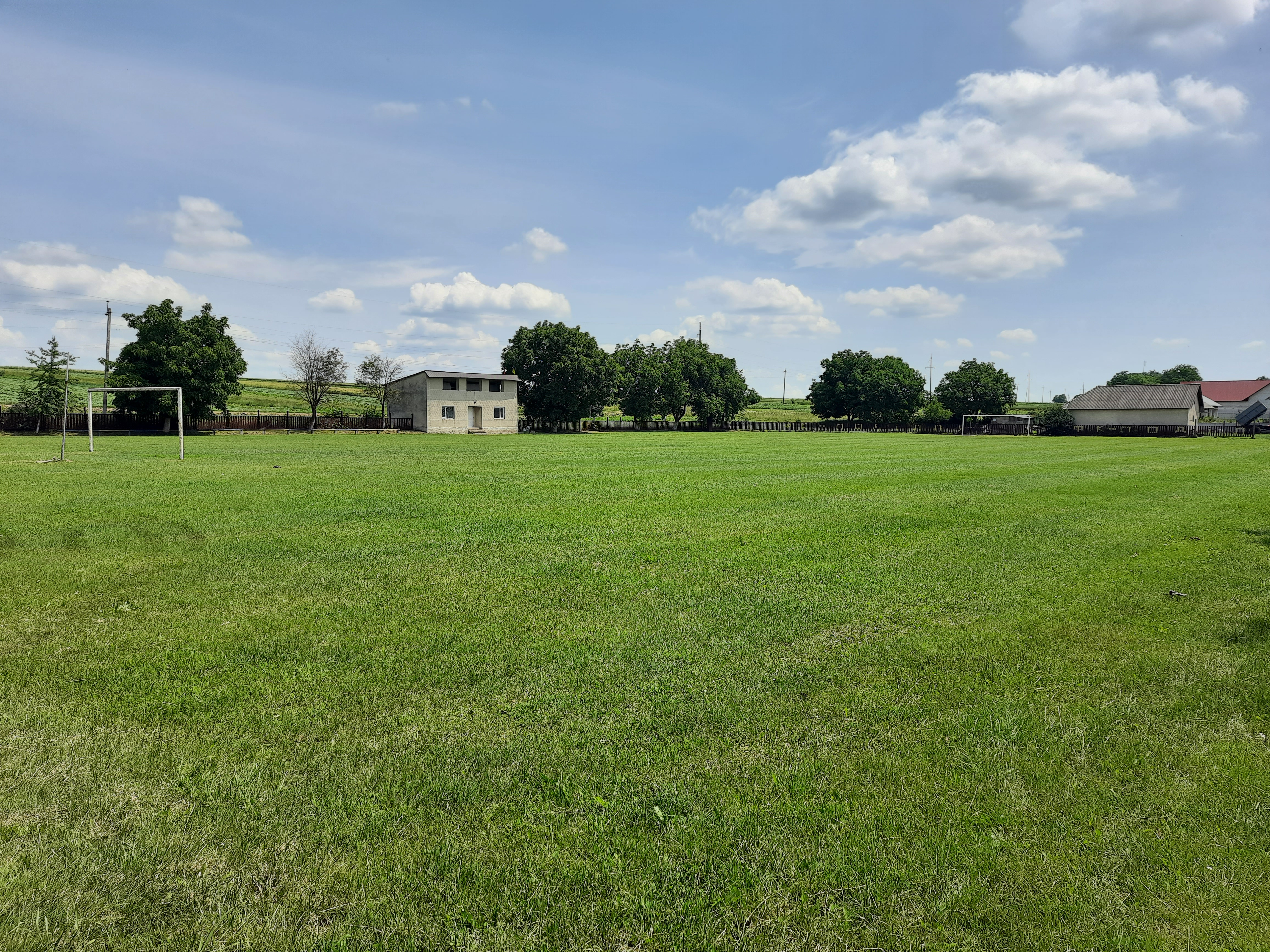
Стадіон